# Coffee Lake
Coffee Lake je kódové označení osmé a deváté generace procesorů Intel. Jedná se po procesorech Kaby Lake o druhou optimalizaci mikroarchitektury Skylake.
Procesory Coffee Lake mají oproti předchozím generacím procesorů více jader, konkrétně procesory Core i3 mají 4 jádra, Core i5 jsou 6jádrové a Core i7 jsou také 6jádrové (8.generace) a 8jádrové (9.generace) ovšem s hyper-threadingem, mají tedy 12 (resp. 16) vláken. V 9.generaci přibývají i 8jádrové procesory Core i9. Přestože využívají procesory Coffee Lake stejnou patici jako předchozí dvě generace, tedy LGA 1151, jednotlivé kontakty patice plní jiné úlohy, a není proto umožněna kompatibilita s čipsety sérií 100 a 200. Jsou kompatibilní pouze s čipsety série 300.
První procesory Coffee Lake pro stolní počítače, společně s prvním čipsetem Z370, byly vydány 5. října 2017. Další čipsety (H310, B360, H370, Q370 a Z390) + procesory byly postupně  vydávány od roku 2018.